# Persecuția asupra Falun Gong
Persecuția asupra Falun Gong se referă la campania inițiată în 1999 de către Partidul Comunist Chinez ce avea scopul de a elimina practica spirituală Falun Gong în China. Această campanie este caracterizată prin multiple campanii de propagandă, un program de convertire ideologică și de reeducare forțată, precum și o varietate de măsuri coercitive extrajudiciare, cum ar fi arestări arbitrare, muncă forțată, și tortură fizică, care pot duce uneori la moarte.
Falun Gong este o disciplină de qigong care combină 4 exerciții lente și unul meditație, împreună cu o filosofie morală centrată pe principiile adevăr, compasiune și toleranță. Disciplina a fost fondată de către Li Hongzhi, care a prezentat-o publicului pentru prima dată în luna mai a anului 1992 în orașul Changchun, provincia Jilin. După o perioadă de creștere rapidă a popularității practicii în anii '90, Partidul Comunist a lansat o campanie violentă de "eradicare" Falun Gong la data de 20 iulie 1999.
Un organism extrajudiciar numit 6-10 Biroul a fost creat pentru a coordona și aplica persecuția asupra Falun Gong. Autoritățile au mobilizat aparatele mass-media de stat, justiția, poliția, armata, sistemul educațional, familiile și locurile de muncă împotriva grupului. Campania a fost condusă de o propagandă organizată pe scară largă prin televiziune, ziare, radio și internet. Există rapoarte de tortură sistematică, aresturi ilegale, muncă forțată, recoltare de organe și aplicare de măsuri psihiatrice abuzive, cu scopul aparent de a-i forța pe practicanți să renunțe la credința în Falun Gong.
Observatorii străini estimează că sute de mii, poate milioane de practicanți Falun Gong au fost arestați și duși în lagărele de "reeducare prin muncă", închisori și alte locuri de detenție, deoarece au refuzat să renunțe la această practica spirituală. Foști deținuți au povestit cum practicanții Falun Gong primeau în mod constant "cele mai lungi pedepse și cel mai dur tratament" în lagărele de muncă, iar în unele facilități practicanții Falun Gong formau marea majoritate a deținuților. în 2009 cel puțin 2.000 de practicanți Falun Gong au fost torturați până la moarte într-o campanie de persecuție. Unii observatori internaționali și autoritățile judiciare au descris campania împotriva Falun Gong ca genocid. În 2009, instanțe de judecată din Spania și Argentina au pus sub acuzare înalți oficiali chinezi pentru genocid și crime împotriva umanității și pentru rolul lor în orchestrarea suprimării Falun Gong.
În 2006 au apărut acuzații că un număr mare de practicanți Falun Gong au fost uciși pentru a furniza Chinei organe în industria de transplant . O primă anchetă a constatat că "sursa a 41,500 transplanturi pentru o perioadă de șase ani, 2000-2005, este inexplicabilă" și a concluzionat că "a existat și există și astăzi la scară mare recoltări forțate de organe de la practicanții Falun Gong". Ethan Gutmann estimează că 65.000 de practicanți Falun Gong au fost uciși pentru organele lor din 2000 până în 2008. Conform unor analize suplimentare, cercetătorii au crescut semnificativ estimările cu privire la numărul de practicanți Falun Gong vizați pentru recoltarea de organe. În 2008 Raportorii Speciali ai Națiunilor Unite au reiterat cererile pentru "guvernul Chinez de a explica pe larg acuzația de prelevare de organe vitale de la practicanții Falun Gong și sursa lor de organe pentru creșterea bruscă a numărului transplanturilor de organe, care a început în China în anul 2000".

## Context

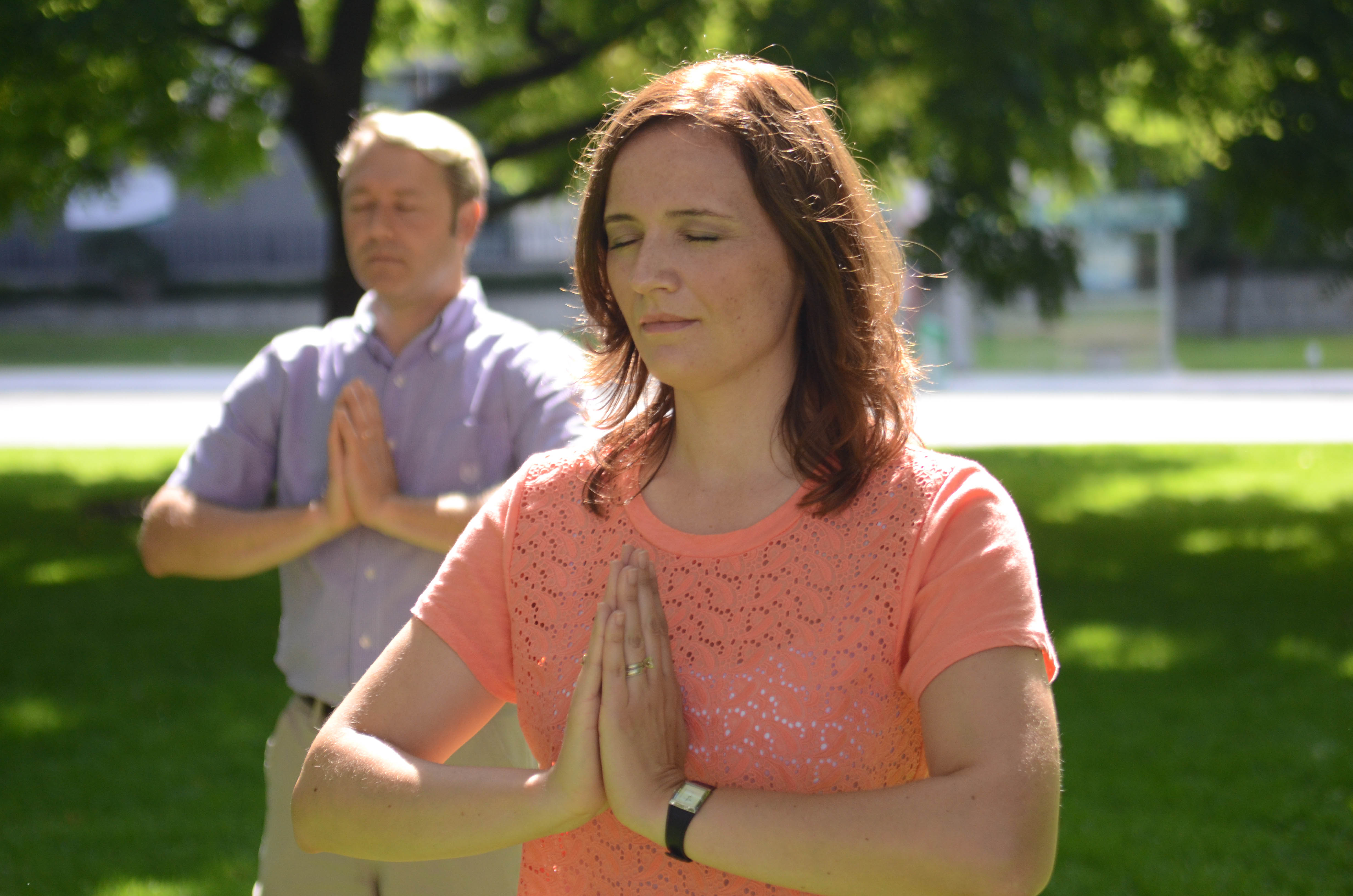
Practicanți efectuează cel de-al treilea exercițiu Falun Gong în Toronto.

Falun Gong, cunoscut și sub numele de Falun Dafa, este o practică spirituală de qigong care implică meditație, exerciții energetice și o filosofie morală bazată pe tradiția Budistă. Practica a fost predată pentru prima dată în public de către domnul Li Hongzhi în Nord-estul Chinei, în primăvara anului 1992, spre sfârșitul "valului qigong".
Falun Gong s-a bucurat inițial de sprijin considerabil din partea oficialităților în primii ani de predare. Acesta a fost promovat de către Agenția de Stat a Qigong-ului și alte agenții guvernamentale. De la mijlocul anilor '90, cu toate acestea, autoritățile Chineze au încercat să țină în frâu influența practicilor de qigong, adoptând cerințe mult mai stricte asupra tuturor practicilor de qigong din China. În 1995 autoritățile au dat o directivă ca fiecare grup de qigong să aibă o ramură care să servească intereselor Partidului Comunist. De asemenea, guvernul a făcut eforturi de a-și oficializa relația cu Falun Gong și de a-și exercita un control mai mare asupra practicii. Falun Gong a rezistat acestei propuneri de co-optare, și în schimb s-a retras în totalitate din Asociația de Qigong a statului.
În urma acestei răciri de relații cu statul, grupul a început să fie din ce în ce mai criticat și  supravegheat de către aparatul de securitate al statului și de către departamentul de propagandă. Apoi, în iulie 1996, a fost interzisă publicarea cărților Falun Gong și, în paralel, a început o campanie mediatică de denigrare, catalogând grupul ca având convingeri ”superstițioase de tip feudal” și a a cărui orientare "religioasă" este în contradicție cu ideologia oficială a națiunii.
Tensiunile au continuat să crească spre sfârșitul anilor '90. Prin 1999, diferite studii estimează că mai mult de 70 de milioane de oameni practicau Falun Gong în China. Deși unele agenții guvernamentale și înalți funcționari continuau să sprijine practica, alții se arătau din ce în ce mai îngrijorați de dimensiunea și capacitatea sa de a se organiza independent.
Pe 22 aprilie 1999, câteva zeci de practicanți Falun Gong au fost bătuți și arestați în orașul Tianjin, în timp ce protestau pașnic. Practicanților li s-a spus că ordinul a venit de la Ministerul Securitatii Publice și că cei arestați vor fi eliberați doar cu aprobarea autoritățile de la Beijing.
Pe 25 aprilie, peste 10.000 de practicanți Falun Gong s-au adunat în mod pașnic lângă Zhongnanhai - complexul de clădiri ale guvernului Chinei din Beijing - pentru a cere eliberarea practicanților din Tianjin și oprirea escaladării acțiunilor de hărțuire împotriva lor. Reacția practicanților Falun Gong de a cere conciliere din partea conducerii a fost de a merge direct la Zhongnanhai , "deși foarte pașnici și politicoși, făcând clar faptul că nu vor să fie tratați într-un mod atât de meschin." A fost prima demonstrație majoră de la Zhongnanhai din istoria RPC, și cel mai mare protest din Beijing de după protestul din piața Tiananmen din 1989. Mai mult, diverși practicanți și-au luat rolul de reprezentanți și s-au întâlnit cu premierul Zhu Rongji, care i-a asigurat că guvernul nu este împotriva Falun Gong, promițând că practicanții din Tianjin vor fi eliberați. După acest moment, mulțimea din jurul complexului de Zhongnanhai s-a dispersat, iar demonstrația lor părea că a fost un succes.
Țarul securității și membru al biroului politic, Luo Gan, a fost mai puțin conciliant, și l-a chemat pe Jiang Zemin, Secretarul General al Partidului Comunist din China, cerându-i să găsească o soluție decisivă pentru problema Falun Gong.

## Persecuție la scară națională
În noaptea de 25 aprilie 1999, Secretarul General de atunci al Partidului Comunist,  Jiang Zemin, a trimis o scrisoare prin care își exprima dorința de a distruge Falun Gong. Scrisoarea exprima un semnal de alarmă cu privire la popularitatea Falun Gong, în special în rândul membrilor Partidului Comunist. Potrivit surselor, acesta numea protestul de la Zhongnanhai "cele mai grav incident politic de la revolta '4 iunie' din 1989."
La o ședință a Politburo⁠(d)-ului din 7 iunie 1999, Jiang a descris Falun Gong ca pe o gravă amenințare la autoritatea Partidului Comunist - "ceva fără precedent în țară de la înființarea Partidului de acum 50 de ani" - și a ordonat crearea unui comitet la nivel înalt care "să se pregătească pe deplin pentru o campanie de dezintegrare a [Falun Gong]." Zvonuri despre o represiune iminentă au început să circule pe tot cuprinsul Chinei, conducând la diverse demonstrații și petiții. Guvernul a negat în mod public acele rapoartele, numindu-le "complet nefondate" și dând asigurări că nu a interzis niciodată activitățile de qigong.
Imediat după miezul nopții, la 20 iulie 1999, ofițerii de securitate publică au reținut sute de practicanți Falun Gong din propriile case din orașele din China. Estimările privind numărul de arestări variază de la câteva sute la mai mult de 5.600. Un ziar din Hong Kong a raportat că în prima săptămână de represiune au fost reținuți 50.000 de persoane. Patru coordonatori Falun Gong de la Beijing fuseseră arestați și acuzați de "scurgere de secrete de stat". Biroul de Securitate Publică⁠(d) a ordonat bisericilor, templelor, moscheelor, ziarelor, mass-media, instanțelor și poliției să suprime Falun Gong. Au urmat trei zile de demonstrații masive din partea practicanților din aproximativ treizeci de orașe. În Beijing și în alte orașe, protestatarii erau atât de mulți încât au fost duși pe stadioane. 
Editorialele ziarelelor de stat făceau la oameni să renunțe la practicarea Falun Gong. În special membrilor Partidului Comunist li s-a amintit că sunt atei și că nu trebuie să ”devină superstițioși continuând să practice Falun Gong”.
Li Hongzhi a răspuns cu "O scurtă declarație" la 22 iulie:
| “ | Nu suntem împotriva guvernului acum și nici nu vom fi în viitor. Alți oameni ne pot trata rău, dar noi nu tratăm rău pe ceilalți și nici nu-i tratăm pe oameni ca pe dușmani. Cerem tuturor guvernelor, organizațiilor internaționale și oamenilor de bine din întreaga lume să-și extindă sprijinul și asistența pentru a rezolva criza actuală care are loc în China. | ” |

## Cenzura

### Interferența cu corespondenții străini
Clubul Corespondenților Străini din China a raportat cu îngrijorare că membrii lor au fost "urmăriți, arestați, interogați și amenințați" pentru raportare cu privire la represiunea grupului Falun Gong. Jurnaliștii străini care au acoperit conferințele de presă clandestine ale Falun Gong din octombrie 1999, au fost acuzați de către autoritățile Chineze ca "raportând în mod ilegal". Jurnaliștii de la Reuters, New York Times, Associated Press, precum și alte organizații, au fost interogate de politie, forțate să semneze declarații, lucrările și diferite alte documente ale lor fiindu-le temporar confiscate. Corespondenții s-au plâns, de asemenea, că transmisiile TV prin satelit au fost bruiate în timp erau dirijate prin Televiziunea Centrală a Chinei. Amnesty International afirmă că "un număr de persoane au primit sentințe cu închisoarea sau termene lungi de detenții administrative deoarece au vorbit despre represiunea grupului Falun Gong sau pentru că au transmis informații pe Internet."

## Arestările arbitrare și închisoare
Observatorii străini estimează că sute de mii — sau chiar poate milioane — de practicanți Falun Gong au fost reținuți ilegal în lagăre de reeducare prin muncă, în închisori și alte facilități de detenție.
Arestările au loc periodic pe scară largă și, de multe ori, coincid cu aniversări importante sau evenimente majore. Primul val de arestări a avut loc în seara zilei de 20 iulie, când mai multe mii de practicanți au fost luați din casele lor și plasați în custodia poliției.  În noiembrie 1999—după patru luni de la debutul campaniei—Li Lanqing, vice-premierul de atunci al Chinei, a anunțat că 35.000 de practicanți Falun Gong au fost arestați sau reținuți. Washington Post a scris că declarațiile despre "numărul de persoane reținute... în operațiunea anti-Falun Gong sunt prezente în fiecare campanie politică a ultimilor ani în China." Prin aprilie 2000, peste 30.000 de persoane au fost arestate pentru că au protestat în apărarea Falun Gong în Piața Tiananmen. Șapte sute de practicanți Falun Gong au fost arestați în timpul unei demonstrații în Piața Tiananmen la 1 ianuarie 2001.
În timpul pregătirilor pentru Olimpiada din 2008 din Beijing, peste 8.000 de practicanți Falun Gong au fost luați din casele lor și de la locurile de muncă în diverse provincii din China. Doi ani mai târziu, autoritățile din Shanghai au reținut peste 100 de practicanți chiar înainte de evenimentul World Expo 2010. Cei care au refuzat să se delimiteze de Falun Gong au fost supuși torturilor și trimiși în lagăre de reeducare prin muncă.

### Reeducare prin muncă
Din 1999 până în 2013, marea majoritate a practicanților Falun Gong arestați erau ținuți în lagărele de reeducare prin muncă (LRM)—un sistem de detenție administrativă prin care oamenii pot fi închiși până la patru ani fără să beneficieze de vreun proces legal.
Sistemul LRM a fost pus la punct în timpul lui Mao Zedong pentru a-i pedepsi și reprograma mental pe "reacționari" și alte persoane considerate dușmani ai cauzei Comuniste. În ultimii ani, acest sistem a fost folosit pentru a prinde criminali mărunți, dependenți de droguri și prostituate, precum și diverși petiționari și dizidenți. Durata pedepselor celor ținuți în LRM poate fi extinsă în mod arbitrar de către poliție, acesul cu lumea exterioară fiind interzis. Prizonierii sunt obligați să efectueze munci grele în mine subterane, centre de producție a cărămidei, pe terenuri agricole și în diferite tipuri diferite de fabrici. Potrivit declarațiilor foștilor deținuți și a organizațiilor pentru drepturile omului, în aceste lagăre au loc în mod regulat torturi fizice, bătăi, interogatorii și alte abuzuri ale drepturilor omului.
Această rețea a lagărelor de reeducare prin muncă s-a extins în mod semnificativ după anul 1999 pentru a găzdui un aflux de practicanți Falun Gong, iar autoritățile au folosit aceste lagăre pentru a încerca să-i "transforme". Amnesty International menționează că "sistemul LRM a jucat un rol-cheie în campania anti-Falun Gong a Partidului, absorbind un număr major de practicanți de-a lungul anilor... Dovezile arată că Falun Gong a constituit, în medie, de la o treime la, în unele cazuri, 100% din populația totală a anumitor LRM."
Observatorii internaționali au estimat că practicanții Falun Gong au reprezentat, și probabil încă reprezintă, cel puțin jumătate din numărul total de populației din LRM, cifra ridicându-se la mai multe sute de mii de oameni. Un raport din 2005 publicat de către organizația Human Rights Watch a constatat că practicanții Falun Gong, a făcut cea mai mare parte a deținut populației în tabere de studiat, și a primit "fraze mai lungi și mai rău tratament". "Guvernul e campanie împotriva grupului a fost atât de amănunțit că, chiar și mult timp Chineză activiștii se tem să spună grupului numele cu voce tare."
În 2012 și începutul anului 2013, o serie de rapoarte și articole media s-au concentrat pe încălcarea drepturilor omului în Lagărul de Reeducare prin Muncă  Forțată Masanjia, caz în care aproximativ jumătate dintre deținuți erau practicanți Falun Gong. Această expunere mediatică a creat o mare presiune care cerea desființarea sistemului reeducării prin muncă forțată. La începutul anului 2013, Secretarul General al PCC, Xi Jinping, a anunțat că LRM vor fi eliminate, iar lagărele închise. Cu toate acestea, diverse grupuri pentru drepturile omului au constatat că multe din aceste facilități și-au schimbat, pur și simplu, denumirea ca închisori sau centre de reabilitare, și că utilizarea lor ca închisori extrajudiciare pentru dizidenți și practicanți Falun Gong continuă să se întâmple.
Sistemul este deseori numit Laogai, abrevierea pentru Láodòng Gǎizào (勞動改造/劳动改造), care înseamnă "reformare prin muncă," și este un slogan al sistemului de justiție penală a Chinei.

## Răspunsul practicanților Falun Gong
Ca răspuns la persecuția din China, Falun Gong a început în iulie 1999 în Beijing, prin trimiterea de petiții către birourile de apel locale, provinciale și centrale. Situația a evoluat în scurt timp prin demonstrații de o mai mare amplitudine, sute de practicanți Falun Gong călătorind zilnic către Piața Tiananmen pentru a-și face exercițile de meditație sau pentru a ridica bannere în apărarea practicii. Aceste demonstrații au fost toate întrerupte de forțele de securitate, iar practicanții arestați—uneori în moduri violente—și puși în custodia poliției. Până pe 25 aprilie 2000, peste 30.000 de practicanți au fost arestați în piață; șapte sute de practicanți Falun Gong au fost arestați în timpul unei demonstrații din piața Tiananmen de pe 1 ianuarie 2001. Aceste proteste publice au continuat și în 2001. Scriind pentru ziarul Wall Street Journal, Ian Johnson a afirma că "credincioșii Falun Gong au creat ceea ce este, fără îndoială, cea mai mare provocare pentru autoritățile chineze în cei 50 de ani de regim Comunist."
Spre sfârșitul anului 2001, demonstrațiile din Piața Tiananmen au devenit mai puțin frecvente, iar practica a fost efectuată în mod ascuns. Întrucât protestele publice cu fost oarecum înnăbușite, practicanții au creat "locuri de producere de materiale" ascunse, unde ei produc diverse materiale printate și DVD-uri pentru a contracara reprezentarea greșită a Falun Gong în presa oficială. Practicanții distribuie aceste materiale, adesea din ușă în ușă. Sursele Falun Gong estimează în 2009 existau în China peste 200.000 de astfel de locuri. Producerea, deținerea sau distribuirea acestor materiale constituie frecvent argumentul agenților de securitate pentru arestarea sau condamnarea practicanților Falun Gong.

## Link-uri externe
- ro  Ro.FalunInfo.eu - Biroul de presă oficial al Falun Gong în România.
- ro  Ro.FalunDafa.org - Site-ul oficial al Falun Gong. Conține materiale didactice video, audio și text, complet gratuite.
- Organizația mondială pentru Investigarea Persecuției Falun Gong - pagina în engleză - upholdjustice.org
- 2001 Câștigători ai Premiului Pulitzer: Raport Internațional: Wall Street Journal: Ian Johnson Pulitzer.org
- ro Nouă Comentarii despre Partidul Comunist - Partea a 5-a (2006) video YouTube , 57 minute
- Uciși pentru Organe: Afacerea de stat de Transplant secretă a Chinei (2012) video YouTube, 8 minute
- ro Recoltarea de organe în China (August 2006) video YouTube, 6 minute
- ro Foc Fals (2008) video YouTube, 20 de minute
- ro Un Deceniu de Curaj (partea 1 din 4) (2009) video YouTube, 91 minute
- Transmission 6-10 (2009), video YouTube, 122 minute
- David și Goliat (2014), video YouTube, 14 minute
- În interiorul Lao Gai - China (2007) video YouTube, 20 de minute, Journeyman Pictures